# Арианство
Ариа́нство — антитринитарное течение в христианстве (IV—VI века), названное по имени александрийского пресвитера Ария. Согласно учению Ария, Сын Божий — это не Бог, а Божие творение, не единосущное и не подобное Богу.
Первоначально распространившись в восточных провинциях поздней Римской империи, арианство стало государственной версией христианства при преемниках Константина Великого до окончания правления Валента II и затем государственной религией германских государств (кроме Королевства франков) вплоть до VI—VII веков. На Первом Вселенском соборе (325 год) арианство было осуждено как ересь. К началу VII века арианство в Европе по существу исчезло.

## Исторический аспект

### Происхождение
По поводу происхождения арианства высказывались различные точки зрения. В. В. Болотов указал на связь арианства с оригенизмом. В русской церковно-исторической литературе конца XIX века гипотезу о происхождении арианства из антиохийской богословской школы высказывал А. П. Лебедев, который отмечал:

Главные представители этого богословского направления вышли из школы христианской антиохийской; почти все они считали Лукиана пресвитера, основателя этой школы, своим учителем. Но какое именно влияние оказывал Лукиан на своих учеников, было ли его учение сколько-нибудь близким к учению Арианскому — решить этот вопрос невозможно, потому что о Лукиане мы почти ничего не знаем. Замечательно однако же, по одному древнему свидетельству, и ересиарх Арий был также учеником все того же Лукиана антиохийского. Школа, значит, на всех учеников или по крайней мере на многих влияла одинаковым образом.

В начале XX века его поддерживал богослов Д. А. Лебедев. А. А. Спасский указывал на связь учений Ария и Павла Самосатского.
Другой точки зрения придерживался А. М. Иванцов-Платонов, полагавший арианство результатом борьбы различных течений александрийской школы.

### До Никейского собора
Арий утверждал, что Сын Божий — отдельная сущность от Бога Отца и сотворён им, и, следовательно, имеет начало своего бытия, не равен Богу Отцу. Он пришёл в бытие из не сущего (небытия) по воле Отца как посредник в творении, ради создания мира. Свои взгляды Арий обосновывал множеством письменных доказательств. Так, он указывал на то, что сам Иисус называл Бога «Отцом», что уже подразумевает различие — отцовский статус включает предсуществование и определённое превосходство над сыном. Арий опирался также на те отрывки из Библии, где отмечались смирение и уязвимость Христа.
Сократ Схоластик пишет, что причиной утверждения Арием того, что Сын Божий имеет начало бытия явился его спор с епископом Александром, утверждавшим, что «Святая Троица есть в Троице единица». Арий воспринял это утверждение как попытку распространения епископом монархианского учения Савеллия Ливийского о Троице как о последовательных модусах единичного Бога, сливающих Лица Святой Троицы во Одно. Арий признавал Сына Богом, но Богом усыновлённым, обожествлённым только причастием благодати. Учение Ария было в сущности отрицанием Троичности Бога.
Сульпиций Север в своей «Хронике» описывает воззрения ариан таким образом:
То, что утверждали ариане, было следующим: Бог-Отец по устроении мира, стал причиной рождения Сына и по Своей воле сущность Свою воплотил в иную, созданную из ничего, в Бога нового и другого: и было время, когда Сын не существовал.
В 318 году Арий, после собора в Александрии, был лишен сана и отлучен от Церкви епископом Александром, но у него уже было много последователей в народе. Арий обратился за поддержкой на Восток и получил ее в лице влиятельного епископа Евсевия Никомидийского, близкого к императору Константину I Великому.
В 324 году император Константин I одержал победу над своим соправителем Лицинием и стал единовластным правителем Римской империи. Объявив ранее в подписанном совместно с Лицинием Миланском эдикте «уравнивание в правах» христианства с прочими религиями империи и взяв курс на превращение христианства в государственную религию, Константин был заинтересован в консолидации Церкви. Однако при вступлении в 324 году в Никомедию он получил ряд взаимных жалоб сторонников и противников учения Ария. Более того, споры сторонников Ария и Афанасия в Египте приобрели такое ожесточение, что стали переходить в стычки на улицах, в которых люди, по словам Евсевия Памфила
сталкивались друг с другом, так что ожесточённые, в пылу исступления, покушались на дела нечестивые, осмеливались оскорблять изображение василевса.
В римском праве покушение на изображение императора являлось преступлением — лат. crimen laesae majestatis, оскорблением величества. Для разбирательства в споре, угрожающем и церковным, и политическим расколом, Константин отправил в Александрию епископа Кордубы Осию, чтобы он на месте выслушал Ария и Александра. На месте он убедился, что мир невозможен и необходимо принять решительные меры. Когда Осий разъяснил это императору, решено было созвать Вселенский собор.

### Никейский собор
По приказу Константина в Никее в 325 году был созван I Вселенский собор, на котором в качестве символа веры (Никейский Символ веры) было принято учение о единосущности Сына Отцу, рождении Сына от Отца, то есть из сущности Отца. Арианство было осуждено, Арий и его сторонники изгнаны.

### После Никейского собора
После Никейского собора началась продолжительная борьба партий, причем вначале торжествовала партия Ария (325—355), позднее их противники (355—381).
Император Константин поддержал арианство, которое имело сильные позиции среди епископата на Востоке. В 328 году из ссылки были возвращены лидеры ариан, священник Арий, епископы Евсевий Никомедийский и Феогний Никейский, а в 330 году Антиохийским собором осуждён и сослан один из лидеров противоположной партии, епископ Евстафий Антиохийский. В 335 году Тирским собором был осуждён Афанасий Великий.
Антиохийский поместный собор 341 года предал анафеме учение крайнего арианства. Никейская формула «единосущия» Сына Отцу на соборе не была принята, так как участники собора были консервативно настроены в отношении нового термина «единосущный». В первой формуле этого собора было сказано: «И во Единого Сына Божия, Единородного, сущего прежде всех веков и со-сущего (то есть имеющего общую cущность) родившему Его Отцу». Самой полной и характерной для отцов Антиохийского собора 341 года явилась вторая формула, или так называемый «символ Лукиана», в котором было сказано, что «Сын Божий — неотличимый Образ божества Отца, κак существа, так и силы, воли и славы Его», также предавались анафеме те, «кто учит, вопреки здравой и прямой вере Писаний, говоря, что были или совершились времена или века прежде рождения Сына», «кто говорит, что Сын есть творение, как одно из творений, или рождение, как одно из рождений», кто «утверждает, что Сын из несущих, а не от Бога и что было время, когда Его не было». Третья формула, составленная Феофронием Тианским, именует Сына Божия «рожденным от Отца прежде веков, Богом Совершенным от Бога Совершенного, ипостасно сущим у Бога». На соборе в Антиохии, в 344 году, было сказано, что Сын Божий не «единосущный», а «богоподобный» Богу Отцу.
Миланский собор 355 года закончился победой ариан, а их противники — Ливерий Римский, Осия Кордубский, Дионисий Медиоланский, Иларий Пуатьесский, Люцифер Сардинский, Евсевий Верчелльский были изгнаны. На их место были поставлены или ариане, или соглашавшиеся осудить Афанасия. В 356 году император Констанций отдал приказ низложить силою самого Афанасия. Тогда Афанасий удалился в египетские пустыни, на место его поставлен был арианин Григорий Каппадокиянин. Таким образом, ариане взяли перевес над православными. Все важные епископские кафедры были в их руках, а защитники православия — в изгнании или заточении. Однако ариане сами разделились во мнениях, вступили между собою в споры и тем ускорили падение арианства.
Главным пунктом расхождения позднего арианства с учением Никейского собора стала формулировка Никейского Символа веры: «Сын единосущный (др.-греч. ὁμοούσιος) Отцу»; вместо неё были предложены другие формулировки: «Сын неподобный (др.-греч. ἀνόμοιος) Отцу» — аномеи; «Сын подобный (др.-греч. ὁμοίως) Отцу» — омии, «Сын подобосущный (др.-греч. ὁμοιούσιος) Отцу» — омиусиане.
Аномеи с диаконом Аэцией и епископом Евномием были крайними арианами и утверждали неравенство Бога Сына Богу Отцу. Омии были последователями Евсевия Кесарийского, которые не ставили Сына Божия в разряд прочих творений, поскольку считали, что Он был их Творцом. Омии считали, что при неизреченном и недоведомом происхождении от Бога Отца Сын Божий получил божественную природу. Признавая, что Сын Божий после Отца и не совечен ему, омии тем не менее отрицали положения Ария «было, когда не было Сына» и «не был (Сын) до рождения». Омиусиане выражению «подобосущный», по свидетельству святителя Афанасия Великого, святителя Василия Великого и Илария Пиктавийского, придавали практически тот же смысл, какой православные соединяли со словом «единосущный».
Сторонники Никейского собора всех, кто отвергал термин «единосущный» и предлагал другие термины, называли или арианами, или полуарианами.
В 359 году на Ариминском соборе было решено не употреблять термины «сущность» и «ипостась» об Отце, Сыне и Святом Духе, как неизвестные и приводящие в соблазн, поскольку их нет в Писаниях. Фактически это был запрет на употребление Никейского Символа веры, в нём эти термины используются: «Иисуса Христа, Сына Божия, рождённого от Отца, Единородного, то есть из сущности Отца», «утверждающих, что Сын Божий из иной ипостаси или сущности, или создан, или изменяем — таковых анафематствует кафолическая церковь».
В 362 году под председательством святителя Афанасия был открыт Александрийский собор, провозгласивший верность Никейскому Символу веры.
В 378 году строгий арианин император Валент погиб в войне с готами, и с ним кончилось дело арианства. Западный император Грациан вызвал из заточения всех православных, сосланных Валентом, а его восточный соправитель, Феодосий I (с 379 года), будучи противником арианства, дал окончательное торжество православию. В 381 году он потребовал созыва нового Вселенского собора в Константинополе, где арианство и было вновь осуждено.
Арианские церкви после Второго Вселенского собора сохранились у федератов — в первую очередь, у германских племён (готов, вандалов, бургундов, свевов, лангобардов). Вандалы в Африке были арианами до 533 года (когда были покорены Восточной Римской империей), бургунды — до 534 года, остготы в Италии — до 553 года (покорены Восточной Римской империей), свевы в Испании — до середины VI века, вестготы в Испании — до 589 года, когда их король Реккаред I на Толедском соборе признал верования Римской церкви, лангобароды в Италии — до 662 года. В 484 году вандалы-ариане замучили святых Викториана и Фрументия в Гадрумете.
Историк Аполлон Кузьмин в своей книге «Начало Руси. Тайны рождения русского народа» поддержал версию, что раннее христианство на Руси носило арианский характер.

## Теологический аспект
Арианство являлось попыткой рационализировать христианскую догматику в духе субординационизма, то есть привнесением иерархичности отношений в Троицу. Сократ Схоластик называет Ария «человеком не без знания диалектики». Именно споры о природе Троицы, вызванные арианством, привели к утверждению Никейского Символа веры: в течение III века субординационистские воззрения были достаточно распространены, так, например, их придерживался Ориген.
Вообще, III—IV века были временем кодификации христианства и выработки его догматики, при этом христианству, с одной стороны, было необходимо дистанцироваться от строго монотеистичных иудеохристианских течений не только в обрядовости (что уже было сделано последователями апостола Павла), но и в догматике и, с другой стороны, всячески избегать сходства с эллинским политеизмом.
Ситуация осложнялась необходимостью создать христианскую философию и теологию, согласованную, пусть и частично, с эллинским философским наследием.
Святитель Григорий Богослов описал сложившуюся ситуацию с догматом о Троице таким образом (Слово 3. Защитительное при бегстве в Понт):
В сём догмате для обязанных просвещать других — всего опаснее, чтобы нам, из опасения многобожия, заключив Божество в одну Ипостась, не оставить в учении своём одних голых имён, признав за одно Отца и Сына, и Святого Духа, а также, чрез уклонение в противное, разделив Божество на трёх или разнородных и друг другу чуждых, или неподчинённых и безначальных, так сказать, противоположных Богов, не впасть в равное первому зло, подобно тому, что бывает с кривым деревом, которое чрез меру гнут в противную сторону.

А как ныне в учении о Боге — три недуга: безбожие, иудейство и многобожие, и из них защитником первого Ливийский Савеллий, второго — Александрийский Арий, а третьего — некоторые из числа чрез меру у нас православных.
Борьба с арианством стала одним из главных поводов утверждения догмата Троицы, а вместе с ним — и догмата о полноте божественности в Христе как Боге и Сыне Божьем. Вместе с тем, споры о такой полноте продолжаются и поныне: отчасти они связаны с дополнением Никео-Цареградского Символа веры на Толедском соборе в 589 году положением, что Святой Дух исходит и от Бога Сына. Это положение получило название филиокве (от латинского filioque — «и от Сына») и послужило одной из причин разделения Церкви в XI веке на Восточную (православную), не принявшую филиокве, и Западную (католическую); такое несогласие продолжается и по сей день.

## Позднейшие варианты
В отличие от несторианства, арианство считается полностью исчезнувшим в раннем Средневековье.
В то же время отдельные позднейшие теологи возвращались к нему: так, свою приверженность к арианству в XVIII веке утверждал и пропагандировал Уильям Уистон.
Социнианство
В средневековой Речи Посполитой под именем «арианства» в XVII веке широкое распространение получило социнианство. По одной из версий, будущий Лжедмитрий I с 1601 по 1603 год обучался польскому языку и латыни в «арианской школе».
Исаак Ньютон
Сторонником арианства являлся Исаак Ньютон. В ходе методичного изучения библейских текстов Ньютон пришёл к выводу, что Афанасий совершил подлог, умышленно вставив в текст Священного Писания важнейшие слова, подкреплявшие его доводы о том, что Христос является Богом. В этом деянии Афанасия поддержала римская церковь, и это искажение священных текстов стало причиной искажения христианского вероучения. Ньютон считал, что чистота веры, свойственная раннехристианской церкви, была подменена иллюзией Троицы, или Триединого Бога. Поддерживая Ария, Ньютон объявил, что священники и епископы церкви в своём поклонении Христу занимаются идолопоклонством. Ньютон писал:
То, что столь долго именовалось арианством, есть не что иное, как старое, неповреждённое христианство, а Афанасий послужил мощным, коварным и злокозненным орудием этой перемены.
Современные последователи
Сходные с арианством элементы содержатся в вероучениях некоторых антитринитарных религиозных организаций, например свидетелей Иеговы и пятидесятников-единственников.
Россия
В 2006 году в городе Орле в соответствии с действующим законодательством была зарегистрирована местная религиозная группа «Арианская община города Орла» (прекратила существование в 2012 году).